# Omar ibn Rusta
Abú Alí Ahmad bin Umar ibn Rusta, také s koncovkou ebn Rosta, ibn Rustah, ibn Rosteh (9. století, Isfahán, Írán – po 913?), byl arabský či perský geograf, cestovatel a encyklopedista.
O jeho životě se kromě místa narození dochovalo velmi málo informací. Okolo roku 903 cestoval po Arábii a Jemenu. Je pravděpodobné, že cestoval i po Evropě a navštívil jako kupec Velkomoravskou říši v době vlády knížete Svatopluka.
Je autorem encyklopedické arabsky psané knihy Kitáb al-a'lák an-nafísa (nebo Ketáb al-a'aláq al-nafísa), většinou překládané jako Kniha vzácných drahokamů, ve které popisuje i centrum Velkomoravské říše Veligrad. Kniha byla napsána někdy mezi lety 903 až 913.

## Dílo
- Ketáb al-a'aláq al-nafísa – encyklopedicky psaná kniha